# Mîkolaiivske, Jovtnevîi
Mîkolaiivske (în ucraineană Миколаївське) este o comună în raionul Jovtnevîi, regiunea Mîkolaiiv, Ucraina, formată numai din satul de reședință.

## Demografie
Componența lingvistică a comunei Mîkolaiivske
     Ucraineană (87,08%)
     Rusă (8,05%)
     Română (2,58%)
     Alte limbi (1,1%)
Conform recensământului din 2001, majoritatea populației comunei Mîkolaiivske era vorbitoare de ucraineană (87,08%), existând în minoritate și vorbitori de rusă (8,05%) și română (2,58%).